# ASUS ZenFone 6
ZenFone 6 (ゼンフォン シックス) は、台湾のASUSによって開発された、第4世代移動通信システム対応のSIMフリーAndroidスマートフォンである。